# Фаївська волость
Фаївська волость — історична адміністративно-територіальна одиниця Новгород-Сіверського повіту Чернігівської губернії з центром у селі Фаївка.
Станом на 1885 рік складалася з 27 поселень, 12 сільських громад. Населення — 8935 осіб (4367 чоловічої статі та 4568 — жіночої), 1627 дворових господарств.
|                     | Площа, десятин | У тому числі орної, дес. |
| ------------------- | -------------- | ------------------------ |
| Сільських громад    | 13940          | 10176                    |
| Приватної власності | 18303          | 9611                     |
| Казенної власності  | 12             | —                        |
| Іншої власності     | 737            | 75                       |
| Загалом             | 32992          | 19862                    |

Найбільші поселення волості на 1885 рік:
- Фаївка — колишнє державне й власницьке село за 25 верст від повітового міста, 1076 осіб, 217 дворів, православна церква, 2 постоялих будинки, крупорушка. За 4 версти — скляний завод. За 7 верст — скляний завод. За 8 верст — винокурний завод. За 15 верст — ливарний, винокурний і бурякоцукровий заводи з лікарнею, постоялим будинком і водяним млином.
- Ларинівка — колишнє власницьке село, 898 осіб, 161 двір, православна церква, школа, постоялий будинок.
- Лизунівка — колишнє власницьке село, 634 особи, 129 дворів.
- Орлівка — колишнє власницьке містечко при річці Убідь, 2591 особа, 487 дворів, православна церква, 2 постоялих двори, 2 постоялих будинки, 8 лавок, 4 вітряних млини, 2 крупорушки, базари, 4 ярмарки на рік.
- Печенюги — колишнє власницьке село, 1315 осіб, 255 дворів, православна церква, постоялий двір, 2 постоялих будинки, 2 лавки, 4 вітряних млини, 2 крупорушки.
- Попівка — колишнє власницьке село, 1137 осіб, 240 дворів, православна церква.

1899 року у волості налічувалось 10 сільських громад, населення зросло до 13 601 особи (6878 чоловічої статі та 6723 — жіночої).